# Кубок Испании по футболу 1979/1980
Кубок Испании по футболу 1979/1980 — 76-й розыгрыш Кубка Испании по футболу, победителем которого стал клуб «Реал Мадрид», обыгравший в финале собственных резервистов. Этот кубок стал четырнадцатым в истории команды.
Соревнование прошло в период с 12 сентября 1979 по 4 июня 1980 года.

## Результаты матчей

### 1/4 финала
| Команда 1       | Итог | Команда 2            | 1-й матч | 2-й матч |
| --------------- | ---- | -------------------- | -------- | -------- |
| Реал Мадрид     | 3:2  | Реал Бетис           | 2:1      | 1:1      |
| Райо Вальекано  | 2:5  | Спортинг Хихон       | 2:3      | 0:2      |
| Реал Сосьедад   | 2:3  | Реал Мадрид Кастилья | 2:1      | 0:2      |
| Реал Вальядолид | 2:3  | Атлетико Мадрид      | 1:1      | 1:2      |

### 1/2 финала
| Команда 1       | Итог           | Команда 2            | 1-й матч | 2-й матч |
| --------------- | -------------- | -------------------- | -------- | -------- |
| Атлетико Мадрид | 1:1 3:4 (пен.) | Реал Мадрид          | 0:0      | 1:1      |
| Спортинг Хихон  | 3:4            | Реал Мадрид Кастилья | 2:0      | 1:4      |

### Финал
| 4 июня, 1980                                                                                           | \| Реал Мадрид \| 6:1 \| Реал Мадрид Кастилья \| \| Хуанито 20′, 89′ · Сантильяна 42′ · Андрес Сабидо 59′ · дель Боске 62′ · Франсиско Гарсиа Эрнандес 82′ \| Голы \| Рикардо Альварес 80′ \| | Сантьяго Бернабеу, Мадрид |
| Реал Мадрид                                                                                            | 6:1 | Реал Мадрид Кастилья      |
| Хуанито 20′, 89′ · Сантильяна 42′ · Андрес Сабидо 59′ · дель Боске 62′ · Франсиско Гарсиа Эрнандес 82′ | Голы | Рикардо Альварес 80′      |